# Ognjen Aškrabić
Ognjen Aškrabić, né le 28 juillet 1979 à Sarajevo en Bosnie-Herzégovine, est un joueur serbe de basket-ball

## Clubs
- 1997-1998 : KK Beovuk Belgrade (2e division)
- 1998-2004 :  FMP Zeleznik
- 2004-2006 :  Dynamo Saint-Petersbourg
- 2006-2007 :  Virtus Roma
- 2007-2009 :  Trioumf Lioubertsy
- 2009-2010 :  BC Donetsk

## Palmarès

### Sélection nationale
- Championnat du monde masculin de basket-ball
  - 11e du Championnat du monde de basket masculin 2006 au Japon
- Championnat d'Europe
  -  Médaille d'or au Championnat d'Europe 2001 en  Turquie